# Profanacja

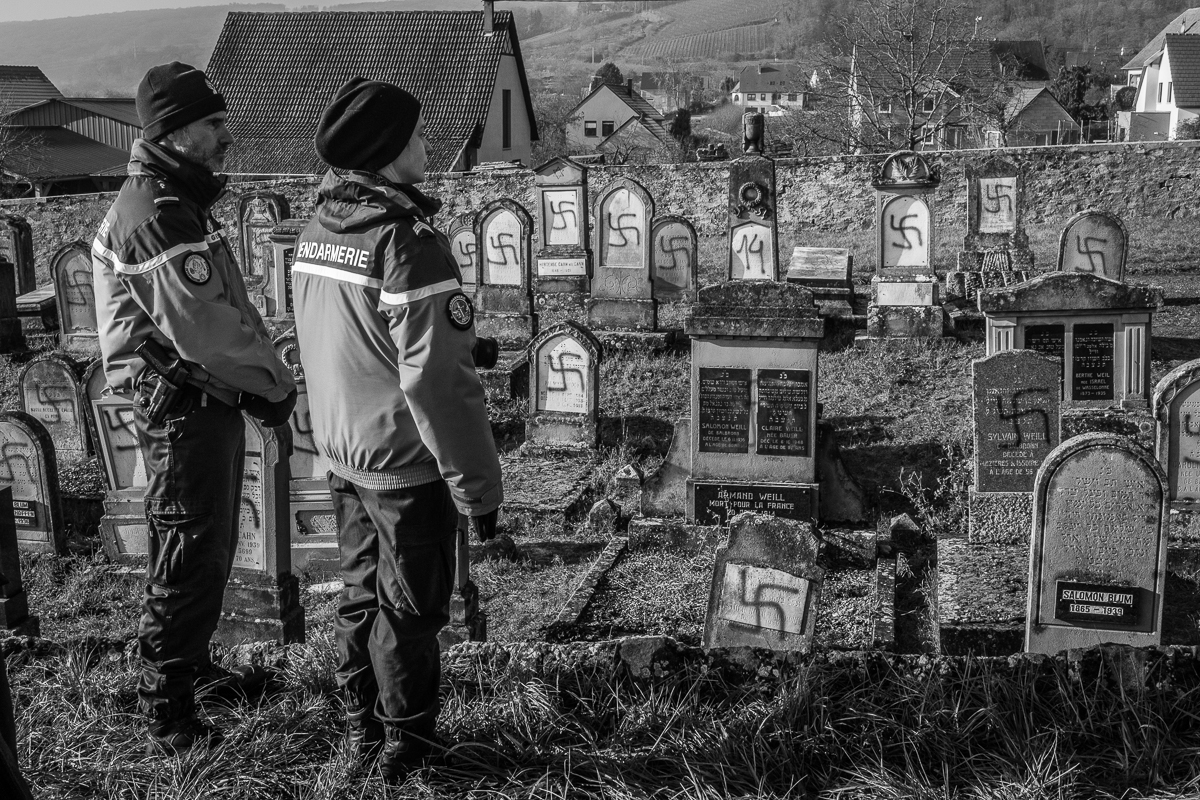
Profanacja cmentarza żydowskiego

Profanacja (łac. profanatio – „zbezczeszczenie, znieważenie”) – pojęcie odnoszące się do naruszania sfery sacrum, powodujące pozbawienie poświęconych rzeczy lub konsekrowanych miejsc wartości kultowej oraz potraktowania bez należytego szacunku rzeczy, wartości otoczonych powszechnie czcią.
W szczególności może to być zbezczeszczenie przedmiotów i miejsc praktyk religijnych (łac. sacrilegium). W szerszym znaczeniu, profanacja to także znieważenie przedmiotów i wartości powszechnie szanowanych.
Na przykład muzułmanie uważają za profanację wejście w butach do meczetu.